# 大尾山
大尾山（おびさん）は、静岡県にある山。標高661メートル。

## 概要
静岡県掛川市の居尻にある標高661メートルの山。山頂には真言宗醍醐派の顕光寺があり、春にはカイドウの花が見られる。山頂手前の観音堂には樹齢1200年の「鳥居杉」があり、静岡県の天然記念物に指定されていたが、2018年（平成30年）の台風で倒壊し、切り株が残っているだけである。

## 周辺施設
- ならここの里
- 平川神社
- 川近神社